# Ключ 105
Ключ 105 (трад. и упр. 癶) — ключ Канси со значением «пятнистая палатка»; один из 23, состоящих из пяти штрихов.
В словаре Канси есть 15 символов (из 49 030), которые можно найти c этим радикалом.

## История

Вид в малой печати Чжуаньшу

Древняя идеограмма изображала следы двух ног (по одной из версий интерпретации рисунка).
В современном языке кроме этого значения иероглиф обозначает «раскоряченные ноги».
Иероглиф является сильным ключевым знаком. Располагается обычно в верхней части сложных иероглифов.
В словарях находится под номером 105.

## Примеры иероглифов
| Доп. штрихи | Иероглифы |
| ----------- | --------- |
| 0           | 癶        |
| 3           | 癷        |
| 4           | 癸 癹 発  |
| 7           | 登 發     |

- Примечание: Ваш браузер может отображать иероглифы неправильно.